# Міжнародний рік проса
Міжнародний рік проса (скорочено IYM 2023) був оголошений Організацією Об'єднаних Націй з метою підвищення обізнаності про цінні поживні властивості проса, його користь для здоров'я та про можливість вирощувати цю культуру в несприятливих і мінливих кліматичних умовах.

## Історія
Міжнародний рік проса проголошено на 75-й сесії Генеральної Асамблеї ООН у березні 2021 року (резолюція A/RES/75/263). Проголошення цього року відбулось на запит Індії, поданий спільно Бангладеш, Кенією, Непалом, Нігерією, Росією та Сенегалом.
Продовольча та сільськогосподарська організація ООН (FAO) була визначена відповідальною за проведення року структурою, яка своєю чергою координувала роботу з відповідними технічними експертами, декількома країнами-членами ООН і представниками з усіх регіонів, а також зацікавленими сторонами, такими як академічні кола, приватний сектор і громадянське суспільство. FAO розпочала IYM 2023 з технічної сесії, яка відбулася в її штаб-квартирі у м. Рим, Італія в грудні 2022 року. Одним із напрямів, які розвивали організатори року, був напрям підвищення інтересу до споживання пшона і внаслідок покращення підтримки дрібних виробників у багатьох країнах, що розвиваються, і створення їм кращих можливостей. Організатори зазначали, що проведення IYM 2023 може мати успіх на прикладі результатів проведення 2013 року Міжнародного року кіно, після якого поширення вирощування цієї культури збільшилось з 50 до 123 країн..
Під час проведення року відбулися заходи, які пропагували вирощування проса, застосування нових технологій, інвестицій у цю діяльність, державну підтримку, збільшення світового виробництва, забезпечення ефективної переробки та споживання, сприяння кращому використанню сівозмін.
Управління безпеки харчових продуктів і стандартів Індії (FSSAI) заохочувало включення пшона у здорову та різноманітну дієту серед громадян через свої різнобічні ініціативи. Так, для пропагування проса Індії ресторани подають страви з пшона, популярні бренди, такі як Tata, мають лінійку продуктів з пшона під брендом Soulfull, а кілька громадських їдалень також почали подавати пшоно. Кілька штатів Індії, таких як Карнатака та Одіша, пропагували пшоно, багато хто включив його в обідню їжу.
Посольство Індії в Китаї провело серію заходів для дипломатів, серед яких був обід, на якому подавали страви із пшона.
Церемонія закриття Міжнародного року проса відбулася 29 березня 2024 року в штаб-квартирі FAO. На ній підсумували проведення року, значення проса в Індії та Нігерії за участі високопосадовців цих та інших країни.